# Danis olga
Danis olga är en fjärilsart som beskrevs av Grose-smith 1808. Danis olga ingår i släktet Danis och familjen juvelvingar. Inga underarter finns listade i Catalogue of Life.